# Grand Prix automobile de Buenos Aires 1947
Le Grand Prix automobile de Buenos Aires 1947 est un Grand Prix dont deux éditions se sont déroulées à quelques jours d'intervalle, le 9 février 1947 (I Gran Premio del General Juan Perón) et le 16 janvier 1947 (I Gran Premio de Eva Duarte Perón).

## IGran Premio del General Juan Perón

### Classement de la course
| Pos. | Pilote                | Écurie                | Châssis             | Tours | Temps/Abandon                                 | Grille |
| ---- | --------------------- | --------------------- | ------------------- | ----- | --------------------------------------------- | ------ |
| 1    | Luigi Villoresi       | Scuderia Ambrosiana   | Maserati 4CL        | 50    | 1 h 4 min 11 s (112,63 km/h)                  |        |
| 2    | Achille Varzi         | Écurie Naphtra Course | Alfa Romeo Tipo 308 | 50    | + 1 s                                         |        |
| 3    | Chico Landi           | Privé                 | Alfa Romeo Tipo 308 | 49    | + 1 tour                                      |        |
| 4    | Giacomo Palmieri      | Scuderia Milano       | Maserati 6CM        | 48    | + 2 tours                                     |        |
| 5    | Pablo Pessatti        | Privé                 | Alfa Romeo 8C-35    | 48    | + 2 tours                                     |        |
| 6    | Italo Bizio           | Privé                 | Alfa Romeo 8C 2900A | ?     |                                               |        |
| Abd. | « Raph »              | Écurie Naphtra Course | Maserati 6C         | 16    |                                               |        |
| Abd. | Oscar Alfredo Gálvez  | YPF/Cerveza Quilmes   | Alfa Romeo Tipo 308 | 10    | Moteur                                        |        |
| Abd. | Carlo Maria Pintacuda | Scuderia Milano       | Maserati 4CL        |       |                                               |        |
| Np.  | Enrico Platé          | Scuderia Milano       | Maserati 4CL        |       | Non partant                                   |        |
| Abd. | Juan Gálvez           | Privé                 | Alfa Romeo          |       |                                               |        |
| Abd. | Francisco Galligan    | ?                     | Maserati 6CM        |       |                                               |        |
| Abd. | Pascual Poupolo       | Privé                 | Maserati 8CL        |       |                                               |        |
| Np.  | Achille Varzi         | Privé                 | Maserati 4CL        |       | Partant sur la voiture de Jean-Pierre Wimille |        |
| Abd. | « Bignani »           | Privé                 | Maserati 6CM        |       |                                               |        |
| Abd. | Clemar Bucci          | Privé                 | Cadillac            |       |                                               |        |
| Abd. | Inconnu               | Privé                 | Plymouth            |       |                                               |        |

- Légende: Abd.=Abandon - Np.=Non partant.

## IGran Premio de Eva Duarte Perón

### Classement de la course
| Pos. | Pilote                | Écurie                | Châssis             | Tours | Temps/Abandon                 | Grille |
| ---- | --------------------- | --------------------- | ------------------- | ----- | ----------------------------- | ------ |
| 1    | Luigi Villoresi       | Scuderia Ambrosiana   | Maserati 4CL        | 50    | 1 h 5 min 9 s 5 (111,83 km/h) |        |
| 2    | Pablo Pessatti        | Privé                 | Alfa Romeo 8C-35    | 50    | + 18 s                        |        |
| 3    | Giacomo Palmieri      | Scuderia Milano       | Maserati 6CM        | 50    | + 1 min 2 s                   |        |
| 4    | Italo Bizio           | Privé                 | Alfa Romeo 8C 2900A | 48    | + 2 tours                     |        |
| 5    | Chico Landi           | Privé                 | Alfa Romeo Tipo 308 | 47    | + 3 tours                     |        |
| 6    | « Raph »              | Écurie Naphtra Course | Maserati 6C         | ?     |                               |        |
| 7    | Juan Gálvez           | Privé                 | Alfa Romeo          |       |                               |        |
| Abd. | Achille Varzi         | Écurie Naphtra Course | Alfa Romeo Tipo 308 | 29    | Valve                         |        |
| Abd. | Oscar Alfredo Gálvez  | YPF/Cerveza Quilmes   | Alfa Romeo Tipo 308 |       | Suspension                    |        |
| Abd. | Carlo Maria Pintacuda | Scuderia Milano       | Maserati            |       |                               |        |
| Abd. | Enrico Platé          | Scuderia Milano       | Maserati 4CL        |       |                               |        |

- Légende: Abd.=Abandon - Np.=Non partant.

## Pole position et record du tour
- I Gran Premio del General Juan Perón
  - Pole position :  Inconnu (Inconnu).
  - Meilleur tour en course :  Luigi Villoresi (Maserati) en 1 min 6 s.
- I Gran Premio de Eva Duarte Perón
  - Pole position :  Inconnu (Inconnu).
  - Meilleur tour en course :  Inconnu (Inconnu).